# Cocor cu cap alb
Cocorul cu capul alb (Antigone vipio) este o pasăre din familia cocorilor.  Este o pasăre mare, lungă de 112-125 cm, înaltă de aproximativ 130 cm și cântărește aproximativ 5,6 kg; are picioarele roz, gâtul cu dungi gri și alb și o zonă roșie pe față.

## Distribuție
Cocorul cu capul alb se reproduce în nord-estul Mongoliei, nord-estul Chinei și în zonele adiacente din sud-estul Rusiei. Diferite grupuri de păsări migrează spre iarnă lângă râul Yangtze, zona demilitarizată coreeană și pe insula Kyūshū din Japonia. Sunt singurii cocori care se găsesc în Coreea de Sud. De asemenea, ajung în Kazahstan și Taiwan. Doar aproximativ 4.900 până la 5.400 de indivizi există în sălbăticie.
Dieta lor constă în principal din insecte, semințe, rădăcini, plante și animale mici.
Din cauza pierderii continue a habitatului și a supra-vânătorii în unele zone, cocorul cu capul alb este evaluat ca fiind vulnerabil pe Lista Roșie IUCN a speciilor amenințate. În Coreea de Sud, a fost desemnat monument natural 203.

## Taxonomie
Cocorul cu capul alb a fost plasată anterior în genul Grus, dar un studiu filogenetic molecular publicat în 2010 a constatat că genul, așa cum era definit atunci, era polifiletic. În rearanjarea rezultată pentru a crea genuri monofiletice, patru specii, inclusiv cocorul cu capul alb, au fost plasate în genul Antigone care fusese inițial creat de naturalistul german Ludwig Reichenbach în 1853.

## Galerie

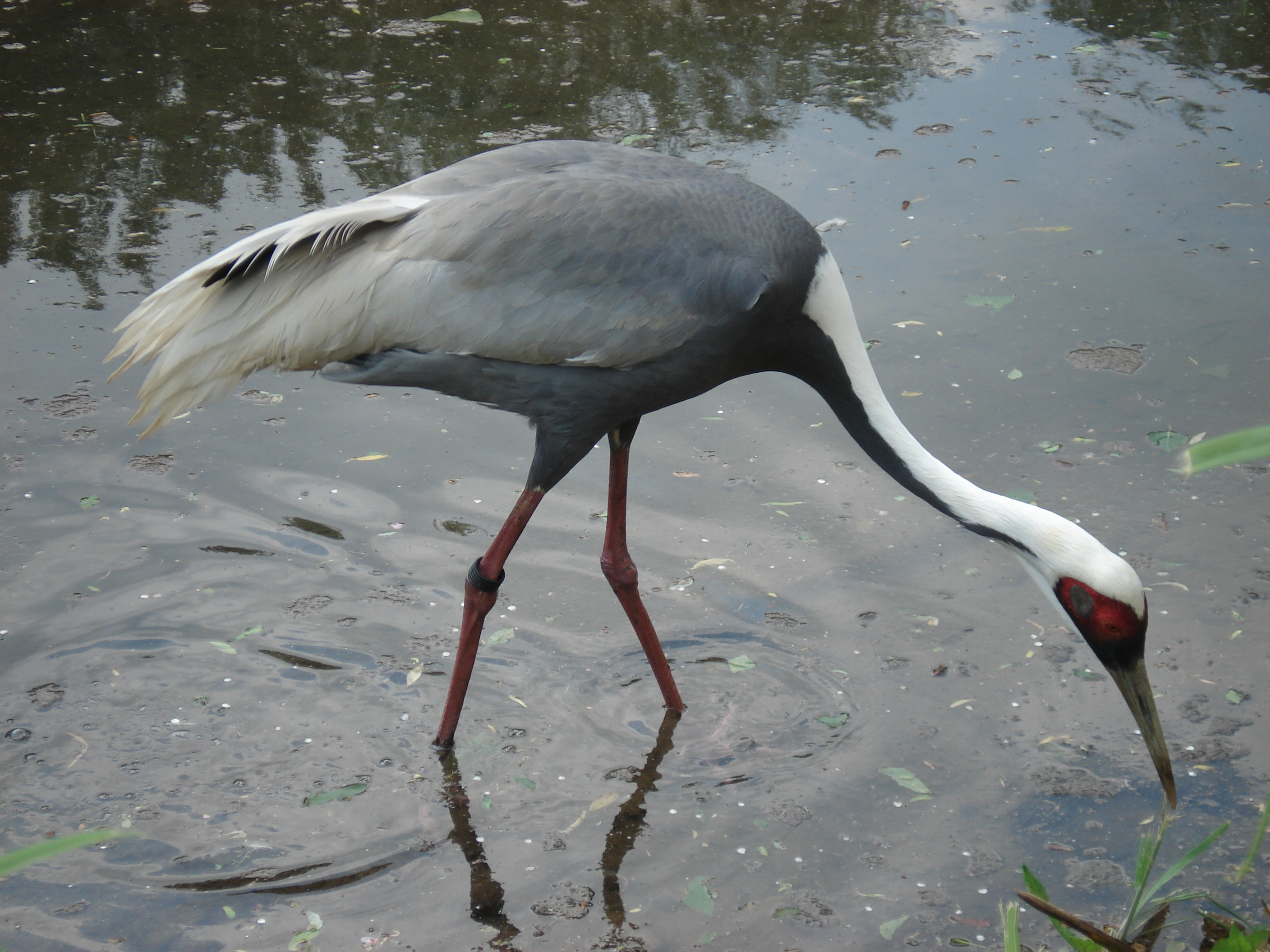
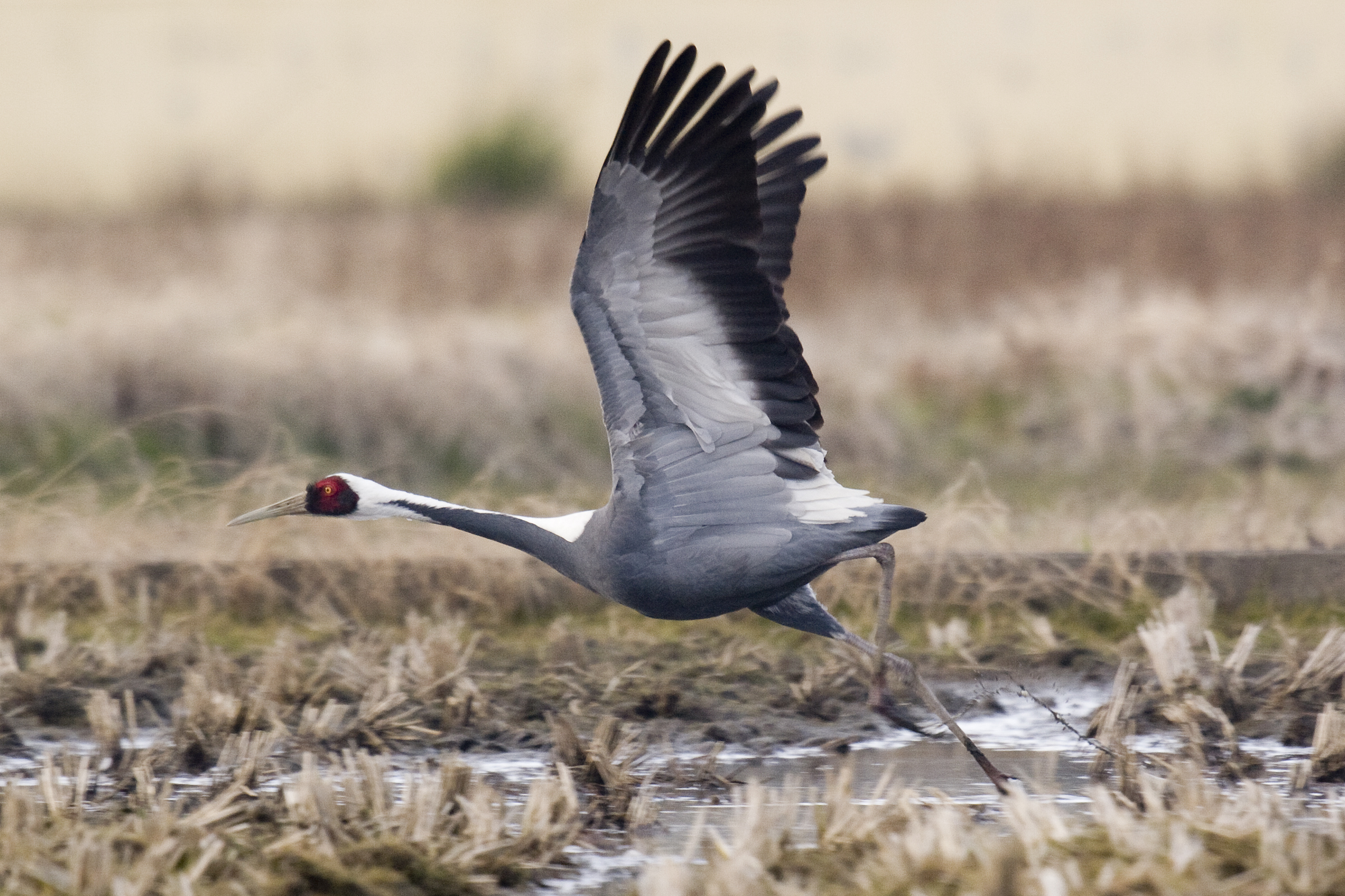
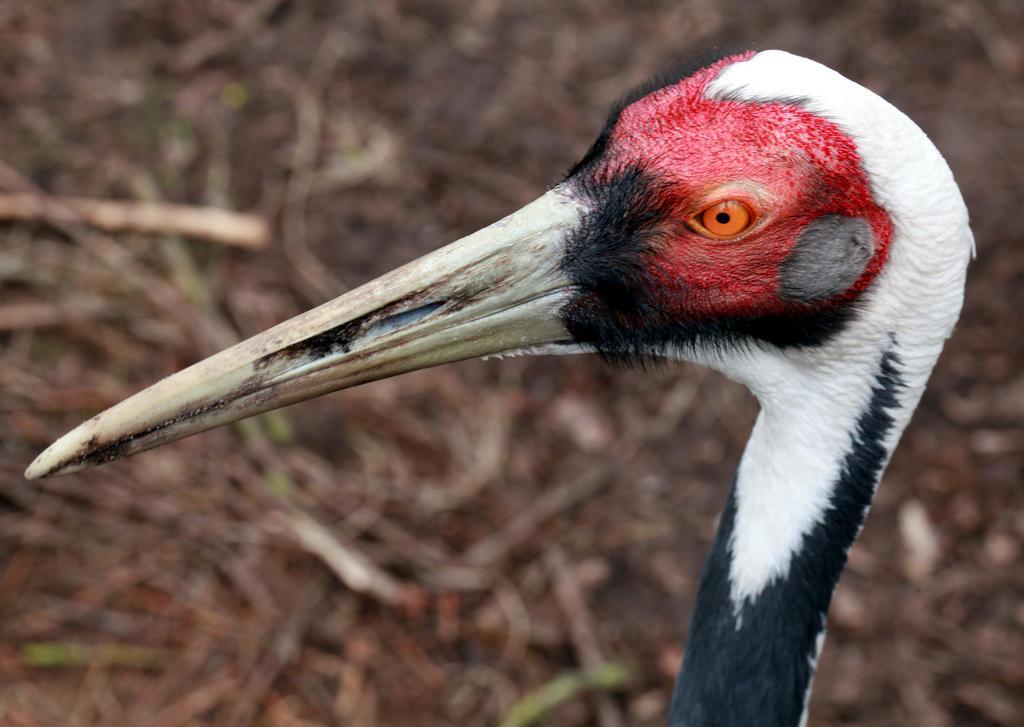